# Henri Bogaert
Pour les articles homonymes, voir Bogaert.
 (juillet 2024).
Henri Bogaert, né le 22 avril 1948, est un macroéconomiste et haut fonctionnaire belge. Toute sa carrière se déroule au Bureau fédéral du Plan, organisme public de prévision et d’analyse économique. De 1992 à 2014, il a dirigé cette institution en tant que Commissaire au plan. Parallèlement, il a enseigné la politique économique et les finances publiques à l’Université de Namur dont il a été membre du Conseil d’administration. En 1990, intéressé par le développement en Afrique, il a été cofondateur d’une société, spécialisée dans ce domaine, appelée ADE (Aide à la décision économique). Mélomane, il devient président de l’école supérieure des arts de Namur consacrée à la musique : l’IMEP(Institut Supérieur de Musique et de Pédagogie). 

## Biographie
Après ses études en économie à l’Université de Namur (alors appelée Facultés universitaires Notre-Dame de la paix), Henri Bogaert a rejoint le Bureau du Plan où il a intégré l’équipe chargée des analyses macroéconomiques et des prévisions. Il s’est occupé plus particulièrement avec Tanguy de Biolley de l’élaboration et de l’utilisation des premiers modèles macroéconomiques utilisés au Bureau du Plan. En particulier, ils conçoivent un nouveau modèle macro-économétrique de l’économie belge appelé MARIBEL ,, modèle qui, dès 1980, permet de prévoir la crise et ses conséquences dans un scénario présenté au gouvernement et appelé « scénario de l’impossible ». A cette date, le Commissaire au Plan de l’époque, Robert Maldague, avait pris acte de l’impossibilité de mettre en place en Belgique une planification « à la française » telle qu’elle était prévue par la loi de 1970 créant la planification et le Bureau du Plan. Il fallait concevoir un nouveau rôle plus pragmatique pour le Bureau du Plan. La crise économique de 1981, sans doute la plus grave qu’ait connu la Belgique depuis la deuxième guerre mondiale, en a été l’occasion, le déclencheur et le banc d’essai. Elle est marquée par une grave récession, un profond déséquilibre de la balance courante, un déficit très élevé des comptes publics et, surtout, une augmentation spectaculaire du chômage. Sous l’autorité de Robert Maldague, elle a conduit Henri Bogaert et Tanguy de Biolley à participer activement à l’élaboration de décisions de politique économique importantes. Ainsi fut conçue l’opération Maribel qui visait à restaurer la compétitivité de la Belgique en réduisant le coût du travail et qui consistait à réduire les cotisations patronales de sécurité sociale en compensant celles-ci par une hausse de la TVA. L’ampleur de l’opération Maribel qui fut adoptée par le gouvernement était, cependant, loin d’être suffisante pour redresser le déséquilibre externe de la Belgique en 1981. Un nouveau gouvernement de centre droit fut mis en place, dirigé par le Premier Ministre Wilfried Martens. Sous la conduite de son Chef de cabinet adjoint : Fons Verplaeste, Tanguy de Biolley et Henri Bogaert furent chargés de calculer les effets économiques d’une politique composée de trois volets : la dévaluation du franc belge, le blocage des salaires et une réduction drastique du déficit public. La dévaluation du franc belge eut lieu en 1982, accompagnée du blocage des salaires. Contrairement à la recommandation de l’équipe du Bureau du Plan, le gouvernement, croyant que ces mesures seraient suffisantes pour accroitre le PIB et ramener le plein emploi et, par là, réduire spontanément le déficit public, négligea le volet budgétaire. Le résultat fut une augmentation spectaculaire de la dette publique qui allait être un fardeau politique et financier pour de nombreuses années à venir. Henri Bogaert anticipa la dynamique perverse de la dette et acquis une certaine notoriété en formalisant « l’effet boule de neige » des intérêts de la dette publique.  
En 1987, à l’occasion d’un hommage à Albert Kervyn de Letenhove, le premier commissaire de ce qui fut l’ancêtre du Bureau du Plan : le Bureau de programmation économique, Henri Bogaert, Tanguy de Biolley et Robert Maldague ont fait le bilan de leur implication dans la politique macroéconomique des années 80. En partant de cette expérience, ils ont formalisé le nouveau rôle du Bureau du Plan, rôle de prévision, de diagnostic et de mesure d’impact des décisions gouvernementales et ont ainsi jeté les bases de la loi qui, plus tard, en 1994, lorsque Henri Bogaert fut nommé Commissaire au Plan, a transformé le Bureau du Plan en Bureau fédéral du Plan.  Auparavant, de 1990 à 1992, Henri Bogaert a été nommé chef de cabinet adjoint du Premier Ministre Dehaene et a été chargé de préparer le premier plan de convergence de la Belgique en vue de son adhésion à l’euro. Il s’agissait de réduire enfin le déficit public à un niveau tel qu’il arrête la dynamique perverse de la dette pour finalement aboutir à un effet boule de neige inversé qui réduirait spontanément le taux d’endettement. 
En 1992, Henri Bogaert est nommé à la tête du Bureau fédéral du plan. En tant que Commissaire au Plan, il est amené à participer activement à l’élaboration des politiques économiques, tant au niveau européen qu’au niveau belge. En août 1993, il fait partie du groupe de travail nommé par le gouvernement belge et présidé par le gouverneur de la Banque nationale de Belgique le Vicomte Alphons Verplaetse en vue de préparer le Pacte social, devenu par la suite le « Plan global », destiné à sortir de la crise économique de 1993. Comme en 1981, il s’agissait créer de l’emploi, de restaurer l’équilibre extérieur et remettre le déficit public sur les rails du plan de convergence. Pour convaincre de la nécessité d’accorder la priorité à la réduction du déficit, il n’y avait pas seulement les critères liés à l’euro. Le Bureau du Plan avait mis en exergue le défi posé aux finances par le vieillissement de la population. En 1994, avec Bernard Delbecque, Henri Bogaert a proposé une stratégie budgétaire de long terme visant à faire face à la croissance des dépenses liées à l’âge dont les principes ont été largement partagés par la suite en Belgique et au niveau européen.
En 1994 aussi, sous l’impulsion de Alphons Verplaetse et de Henri Bogaert, la loi qui réforme les missions et le statut du Bureau fédéral du Plan et qui crée l’Institut des comptes nationaux (ICN) a été votée par le Parlement. L’ICN  est un organisme associant la Banque Nationale de Belgique (BNB), le Bureau fédéral du Plan (BFP) et l’Institut National de Statistique (INS) du Service public fédéral de l’économie. Il est chargé de faire réaliser les comptes nationaux de la Belgique par les services de la BNB et, par le BFP, les prévisions macroéconomiques qui sous-tendent l’élaboration du budget de l’État, les statistiques de base étant collectées par l’INS. Ces réformes ont été pensées pour que l’implication conjointe des plus hauts responsables de trois institutions : la Banque Nationale de Belgique, le Bureau fédéral du Plan et l’Institut de statistiques, soient un gage d’indépendance et de crédibilité des informations statistiques et prévisionnelles qui sont à la base de la politique économique et budgétaire. Tirant les leçons de la crise de 2008, cette condition d’indépendance a fait école et a été requise pour les organismes de prévision officielle et les organismes statistiques dans chaque pays de l’Union européenne. Au sein de l’Institut des Comptes Nationaux (ICN), le Bureau fédéral du Plan a été reconnu officiellement comme l’institution belge de prévision et d’analyse économique indépendante reconnue par l’Union européenne dans le cadre des dispositions des directives dites du Six-pack et du Two-pack.

## Participation à des instances de la politique économique
Henri Bogaert a été membre du Conseil Supérieur des Finances et du Conseil Supérieur de l’Emploi et il a assuré la vice-présidence du comité belge d’étude sur le vieillissement de la population. Au niveau international, il a été membre et a présidé le Comité de politique économique qui est un des deux comités qui dépendent du Conseil des ministres de l’économie et des finances de l’Union européenne. Durant 10 ans (de 2000 à 2010), il a présidé le groupe de travail européen sur le vieillissement de la population et la soutenabilité des finances publiques mis en place par le Conseil ECOFIN : le Working Group on Ageing and Sustainability. Il a également été membre et vice-président du Comité de politique économique mis en place au sein de l’Organisation de Coopération de Développement Economique (OCDE) et dont le président est traditionnellement le Chief economic adviser du Président des Etats-Unis. 

## Contribution à la politique économique
Henri Bogaert est connu en Belgique depuis la crise de 1981 pour la conceptualisation et la formalisation de « l’effet boule de neige », des intérêts de la dette publique. L’effet boule de neige est l’auto-alimentation de la dette publique par les charges d’intérêt. Le taux d’endettement en pourcentage du PIB est stabilisé pour un certain niveau de surplus primaire (recettes moins dépenses hors charges d’intérêt). Au-dessus de ce seuil, le taux d’endettement poursuit un sentier de croissance exponentiel et est jugé non soutenable et peut conduire à l’insolvabilité de l’Etat (Le Fonds Monétaire International et la Commission européenne procèdent régulièrement après la crise de 2009 à des « Debt sustainability analysis » qui sont des analyses très formalisées de la position d’endettement des Etats Membres). En dessous de ce seuil, le taux d’endettement diminue spontanément de même que les charges d’intérêt en pourcentage du PIB (l’effet boule de neige inversé), laissant de la place éventuellement pour d’autres dépenses. Cet effet boule de neige a par la suite été élargi et a donné naissance au concept de soutenabilité financière à long terme d’un État. Celle-ci inclut la dette implicite découlant du vieillissement de la population et, plus particulièrement, des engagements financiers futurs résultant de la croissance des dépenses sociales (pensions, soins de santé, soins de longue durée), croissance qui, elle-même, résulte de l’évolution de la structure démographique par âge de la population. Une stratégie budgétaire visant à garantir la soutenabilité des finances publiques a été le fruit d’un processus de recherche et de discussion, en Belgique d'abord, et au sein des instances européennes durant les années 90 et 2000. La recherche a commencé par une note qui mettait en évidence que, pour les pays, comme la Belgique, où le niveau des pensions publiques individuelles était faible et où le niveau du taux d’endettement était élevé, la mise en place d’un effet boule de neige inversé permettait de réaliser dans le futur une compensation entre augmentation des dépenses liées au vieillissement et diminution des charges d’intérêt de la dette,. En 2000, le Conseil ECOFIN a mis en place le Groupe de travail sur le vieillissement de la population et la soutenabilité en vue de produire pour chaque Etat Membre des projections à long terme des dépenses publiques impactées par le vieillissement de la population. Ce « Working Group on Ageing of Population and Sustainability » ou "Ageing Working Group (AWG)" a été présidé par Henri Bogaert de 2000 à 2010. Tous les trois ou quatre ans un rapport a été publié donnant une vue prospective du « coût budgétaire du vieillissement de la population ». En 2002, au sommet européen de Stockholm, suivant les recommandations du Ageing Working Group, les chefs d’état on conclut que, la situation de chaque pays étant tellement différente, une stratégie de soutenabilité devait reposer sur une utilisation appropriée de trois lignes de conduite : la diminution automatique du taux d’endettement, l’augmentation du taux d’emploi, en particulier des travailleurs âgés, et la modération de la croissance des pensions et des dépenses de soins de santé( « stratégie de Stockholm » définie au Sommet européen de 2001). Depuis la révision du Pacte de stabilité et de croissance en 2005, la condition de soutenabilité incluant les dépenses publiques liées au vieillissement de la population fait partie intégrante des critères qui déterminent spécifiquement pour chaque Etat Membre l’objectif de solde budgétaire qu’il s’agit d’atteindre à moyen terme.
Henri Bogaert a terminé sa carrière au Bureau fédéral du Plan en mai 2014.

## Distinctions honorifiques
- Grand-Croix de l’Ordre de Léopold II
- Grand Officier de l'Ordre de Léopold